# Blanquefort
Blanquefort é uma comuna francesa na região administrativa da Nova Aquitânia, no departamento da Gironda. Estende-se por uma área de 33,71 km². Em 2010 a comuna tinha 16 115 habitantes (densidade: 478 hab./km²).